# 俄羅斯科學院自然科學與技術歷史研究所

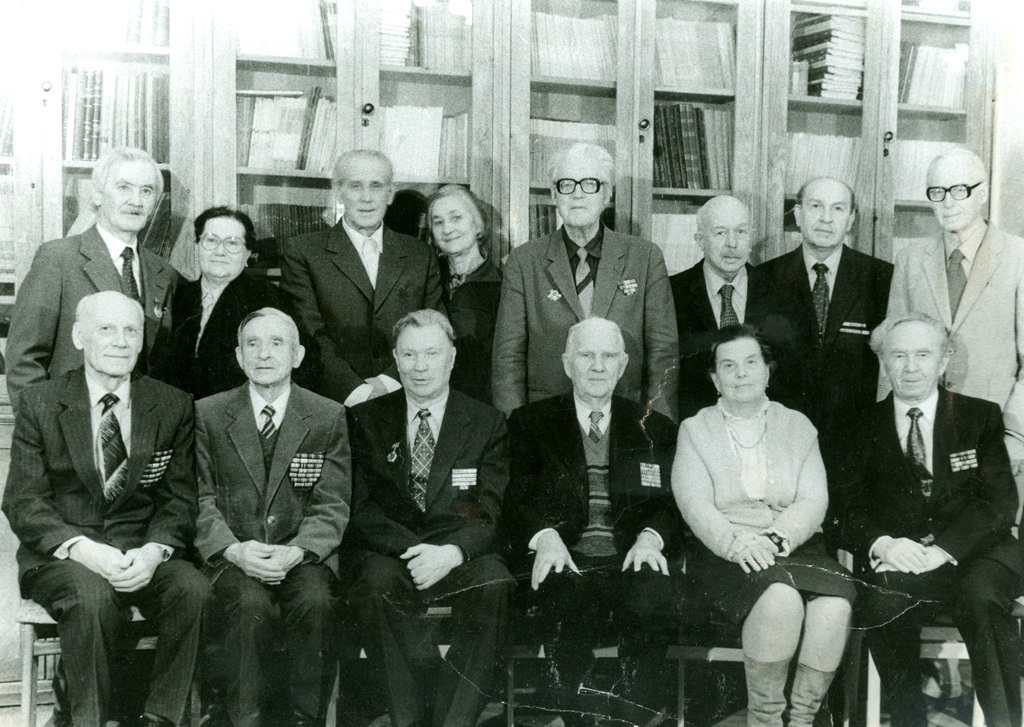
俄羅斯科學院自然科學與技術歷史研究所成员合影

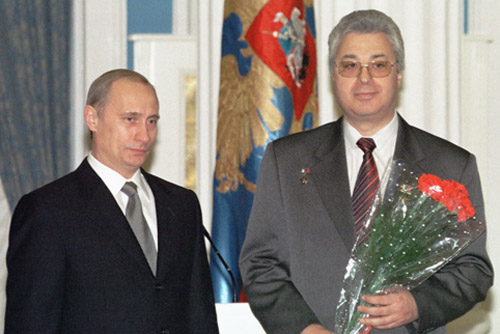
俄罗斯总统普京与时任研究所所长的尤里·米伊洛維奇·巴圖林(2001)

俄羅斯科學院自然科學與技術歷史研究所（俄语：Институ́т исто́рии естествозна́ния и те́хники им. С. И. Вави́лова РАН (ИИЕТ РАН)）是俄羅斯科學院下属機構。属于聯邦國家預算機構，全称俄羅斯科學院瓦維洛夫·謝爾蓋·伊万諾維奇自然科學與技術歷史研究所（IIET RAS）。

## 历史
1921年，歷史哲學和技術研究委員會在弗拉基米爾·伊萬諾維奇·維爾納茨基的主持下成立，被隶属于俄羅斯科學院，隨後更名為知識史委員會（CIZ）。 自1930年以來，尼古拉·伊萬諾維奇·布哈林成為該委員會的主席。 1932年2月28日，科學技術史研究所在知識史委員會的基礎上成立，为俄羅斯科學院下属的伊洛夫科学史研究所(IHST Institute for the Science and Technology of the History of Science and Technology of Russian Academy of Sciences (IHST RAS))，尼古拉·伊萬諾維奇·布哈林被任命為第一任主任。 後來該機構由马克西姆，亚历山大·亚历山德洛维奇(哲学家)和奥布伦斯基·瓦列里安·瓦列里亚诺维奇領導。 然而由于該機構被指控為“反蘇陰謀的中心”，後於1938年2月5日被清算、解散。
在1944年11月22日在蘇聯科學院歷史與哲學系-自然歷史研究所重新组建。1953年9月5日，在技術史委員會新的名稱被批准，即自然科學和技術史研究所（据蘇聯科學院主席團第541號決議）。
20世纪70年代，由于列宁格勒国际研究院由于面临着关闭，当时政府计划把自然科學和技術史研究所有迁移到列宁格勒国家科学院。由于科学家们的反对（包括苏联科學院俄羅斯歷史研究所主管埃斯科夫，弗拉基米尔·德米特里耶维奇），该打算被放弃了。 

自1991年以來，該研究所以瓦維洛夫·謝爾蓋·伊万諾維奇院士的名字命名。

## 历任領導
任命年份
- 1945 — 科學院В. Л. Комаров
- 1946 — 通訊員 蘇聯科學院 Х. С. Коштоянц
- 1953 — 科學院 А. М. Самарин
- 1955 — 哲學博士 И. В. Кузнецов
- 1956 —科學博士 Н. А. Фигуровский
- 1962 — 科學院 Б. М. Кедров
- 1974 — 通訊員 蘇聯科學院С. Р. Микулинский
- 1987 — 科學院 В. С. Стёпин
- 1988 — 通訊院士 Н. Д. Устинов
- 1992 — 哲學博士 Б. И. Козлов
- 1993 — 博士 В. М. Орёл
- 2004 — д.т. н. А. В. Постников
- 2009 — д.т. н. В. П. Борисов
- 2010 — 通訊院士 尤里·米伊洛维奇·巴图林
- 2015 — к.т. н. Д. Ю. Щербинин